# 拉氏斑鮃
拉氏斑鮃為輻鰭魚綱鰈形目鰈亞目牙鮃科的其中一種，為熱帶海水魚，分布於中西太平洋菲律賓海域，體長可達23公分，棲息在底層水域，以底棲生物為食，生活習性不明。